# Izabela Albrycht
Izabela Albrycht (ur. 18 kwietnia 1980) – polska politolożka i działaczka pozarządowa, ekspertka i autorka wielu projektów i inicjatyw w zakresie cyberbezpieczeństwa i strategicznych wyzwań związanych z transformacją cyfrową, od 2016 członkini Rady ds. Cyfryzacji, w latach 2020-2022 zaangażowana w prace Grupy Doradczej NATO ds. nowych technologii, od 2022 dyrektorka Centrum Cyberbezpieczeństwa AGH, a od 2024 również pełnomocniczka Rektora AGH ds. NATO DIANA.

## Wykształcenie
Jest absolwentką politologii na Uniwersytecie Jagiellońskim (2005) oraz podyplomowych studiów w zakresie public relations w Wyższej Szkole Europejskiej im. ks. Józefa Tischnera w Krakowie (2007). Ukończyła także kurs dla członków Rad Nadzorczych i Zarządów Certyfikowany przez Ministerstwo Skarbu Państwa (2008), specjalistyczne szkolenia Parlamentu Europejskiego (2010) oraz program Departamentu Stanu USA (International Visitor Leadership Program, 2014). W 2023 ukończyła specjalistyczne kursy w George C. Marshall European Center for Security Studies: Senior Executive Seminar (SES) i Program on Cyber Security Studies – Executive (PCSS).

## Kariera zawodowa
Jest współzałożycielką Europejskiego Forum Cyberbezpieczeństwa – CYBERSEC i członkinią jego Rady Programowej. Od 2010 do 2021 była prezeską Stowarzyszenia Instytutu Kościuszki, w ramach którego wspierała m.in. realizację projektu Cyfrowego Trójmorza.
Od 2016 nieprzerwanie zaangażowana w prace Rady do Spraw Cyfryzacji, w tym w II kadencji jako jej przewodnicząca. W latach 2019–2020 wchodziła w skład Global Future Council on Cybersecurity w ramach World Economic Forum w Genewie. W latach 2020–2022 była członkinią Zarządu DIGITAL EUROPE, gdzie reprezentantowała Polską Izbę Informatyki Telekomunikacji (PIIT), Związek Cyfrowa Polska (ZIPSEE Digital Poland) oraz Krajową Izbę Gospodarczej Elektroniki i Telekomunikacji (KIGEIT).
W latach 2020–2022 była członkinią Grupy Doradczej NATO ds. nowych i przełomowych technologii (Emerging and Disruptive Technologies), gdzie współtworzyła m.in. koncept DIANA (Defence Innovation Accelerator  for North Atlantic), znany pierwotnie jako NATPA czyli natowska DARPA. Za działalność w Grupie, wzmacniającą pozycję Polski na arenie międzynarodowej, otrzymała Odznakę Honorową „Bene Merito” Ministra Spraw Zagranicznych RP.
W 2020 zainicjowała działalność Polskiego Klastra Cyberbezpieczeństwa #CyberMadeInPoland, w którym pełni funkcję przewodniczącej Rady Doradczej.
Za swoją działalność w obszarze cyberbezpieczeństwa znalazła się na liście Europe 100 Challengers Eastern Europe’s emerging technology stars 2017 opracowanej przez Financial Times, Res Publica, Google i International Visegrad Fund. W 2018 została Honorową Ambasadorką Polskich Kongresów w dziedzinie technologii informacyjnych oraz innowacji za stworzenie CYBERSEC. W 2019 uznana została za jedną z 50 najbardziej wpływowych kobiet zajmujących się cyberbezpieczeństwem w Europie sporządzonego przez SC Media UK (Europe’s 50 Most Influential Women in Cybersecurity). Od tego czasu aktywnie wspiera budowanie społeczności skupiającej kobiety chcące budować bezpieczny cyfrowy świat i zachęcającej je do wejścia na ścieżkę kariery w branży cyberbezpieczeństwa i technologii. Jest współzałożycielką Women4Cyber, inicjatywy zainaugurowanej w 2019 przez European Cyber Security Organisation (ECSO) w Brukseli i przewodniczącą i inicjatorką polskiego oddziału Women4Cyber Poland, który rozpoczął działalność w 2023 r.
15 grudnia 2021 powołana w skład Rady ds. Bezpieczeństwa i Obronności przy Narodowej Radzie Rozwoju.
Od 2022 dyrektorka Centrum Cyberbezpieczeństwa AGH, gdzie m.in. buduje koalicje współpracy uniwersytetów na rzecz bezpieczeństwa cyfrowego, a także zainicjowała i koordynuje realizację projektu unijnego SOCCER.
Od stycznia 2017 członkini Rady Nadzorczej Asseco Poland, od czerwca 2019 członkini Rady Nadzorczej ComCERT SA. W przeszłości zasiadała także m.in. w radach nadzorczych Rejonowego Przedsiębiorstwa Wodno-Kanalizacyjnego w Dąbrowie Tarnowskiej (2007–2008) oraz Zakładu Energetycznego Toruń Energohandel (2006–2008).
Była pracowniczką kontraktową Parlamentu Europejskiego (2010).

## Publikacje
Jest współautorką i redaktorką wielu raportów, autorką publikacji i analiz koncentrujących się na zagadnieniach związanych głównie z szeroko pojętym bezpieczeństwem, w tym cyberbezpieczeństwem, bezpieczeństwem energetycznym, nowymi i przełomowymi technologiami, a także politykami unijnymi i stosunkami międzynarodowymi. Publikuje opinie na łamach Forbes, oraz Rzeczpospolitej.
Była redaktorką naczelną The International Shale Gas and Oil Journal (2013–2014), a od 2014 także zastępcą redaktora naczelnego European Cybersecurity Journal.
Lista wybranych publikacji:
- Poland's place in the NATO technological innovation ecosystem, w: Bezpieczeństwo Narodowe 2023;43(2):81-110[35],
- The Technological Dimension of NATO’s Eastern Flank: Towards Military Tech Powers, w: Central and Eastern Europe: NATO’s New Centre of Gravity, Prace IEŚ 6/2023, ISBN 978-83-67678-21-6[36],
- A Country’s Systemic Resilience in the Digital Era, https://ik.org.pl/wp-content/uploads/report_countrys-systemic-resilience-in-the-digital-era.pdf
- Geopolitics of Emerging and Disruptive Technologies[37],
- Three Seas United in Cyber Power[38].

## Życie prywatne
Jest mężatką.